# 曹村镇 (宿州市)
曹村镇，是中华人民共和国安徽省宿州市埇桥区下辖的一个乡镇级行政单位。

## 行政区划
曹村镇下辖以下地区：
曹村、桃山村、三环村、寺后村、小山口村、左洼村、马湾村、湖庄村、闵祠村、前旺村、张庄村、闵贤村、河北村、陈町村和尚桥村。